# Jonas Jägermeyr
Jonas Jägermeyr (* 1983 in Berlin) ist ein deutscher Schauspieler und Wissenschaftler.
Für seinen ersten Kurzfilm Out a Time von Dennis Jacobsen wurde Jägermeyr für den Max Ophüls Kurzfilmpreis (2001) nominiert. Sein erster Spielfilm Weg! von Michael Baumann wurde bei den Internationalen Hofer Filmtagen (2001) aufgeführt.
Seit 2011 arbeitet Jägermeyr als wissenschaftlicher Mitarbeiter am Potsdam-Institut für Klimafolgenforschung (PIK); seit 2020 auch bei der NASA und an der Columbia University in New York.

## Filmografie (Auswahl)
- 2000: Out a Time
- 2001: Weg!
- 2002: Wolffs Revier
- 2004: Was nützt die Liebe in Gedanken
- 2004: Napola – Elite für den Führer
- 2004: Der Ermittler – Zerbrochene Träume
- 2005: Tatort – Freischwimmer (Fernsehreihe)
- 2009: Tatort – Borowski und die Sterne
- 2009: Tatort – Vermisst
- 2005: Sex Up – Ich könnt’ schon wieder
- 2006: SOKO Wismar – Seitenwechsel
- 2008: Der Landarzt – Abschiede
- 2008: Küstenwache – Begraben in der Tiefe
- 2008: Brüderchen und Schwesterchen (ARD-Märchenfilmreihe Sechs auf einen Streich)
- 2008: Mein Traum von Venedig
- 2008: Der Vorleser
- 2009: Ein Fall für zwei – Eine tödliche Affäre
- 2010: Der Kriminalist – Getauschtes Leben
- 2010: Großstadtrevier – Die Warnung
- 2011: Countdown – Die Jagd beginnt – Aussage gegen Aussage
- 2011: Küstenwache – Auf der Kippe
- 2012: Heiter bis tödlich: Akte Ex – Die Prophezeiung
- 2013: SOKO Leipzig – Haus am See
- 2013: Die Pastorin